# Nuno Borges
Nuno Borges (Maia, 19 de fevereiro de 1997) é um tenista português, profissional desde 2019. Torna-se no primeiro tenista português a chegar aos oitavos-de-final de um grand slam no Open da Austrália de 2024. É igualmente o terceiro português a qualificar-se para a quarta eliminatória de um Masters, no Masters de Roma. No verão de 2024, o maiato estreia-se a vencer um torneio na categoria ATP 250, em Bastad, na Suécia. Destaca-se também ser o primeiro jogador português a vencer, em pares, com o seu compatriota Francisco Cabral, o Open de Estoril, em 2022, única prova portuguesa a receber um evento da ATP Tour. Nuno Borges disputa a Taça Davis pela seleção portuguesa desde 2021. O tenista fez a sua estreia numa competição olímpica nos  Jogos Olímpico de Paris em 2024. Posteriormente, conseguiu igualar João Sousa e chegar à 4ª Ronda do US Open.

## Biografia
Nuno Borges começa a praticar ténis logo ao seis anos de idade na Escola de Ténis da Maia. Porém, sua família nunca teve a ideia de fazer dele um prodígio nesse desporto. Aos dezasseis anos, Borges começa a pensar que o ténis poderia ser o seu futuro.
Em 2015, o português ingressa na Universidade do Mississipi, nos Estados Unidos, onde obtém o diploma em cinesiologia em 2019. Durante o seu percurso universitário, Borges participa em alguns torneios de ténis onde ganha várias distinções. Recebe por duas vezes, do estado do Mississippi como parte do torneio da conferencia Southeastern Conference (SEC), a distinção de Atleta Académico de Ténis do Ano, em 2018 e 2019.  Ainda recebe pela SEC o prémio de Jogador de Ténis do Ano, por três anos consecutivos (2017, 2018 e 2019).  É também eleito jogador do ano em 2019 pela Intercollegiate Tennis Association. No campeonado da National Collegiate Athletic Association, Borges alcança em singulares uma final em 2019 e duas meias-finais.  
Simultaneamente, o jogador português disputa alguns torneios de ténis ao nível profissional no Challenger Tour da ATP e da Federação Internacional de Ténis (ITF) onde rapidamente alcança algum sucesso.
O tenista conta atualmente com seis presenças na seleção portuguesa para a Taça Davis. O maiato também dispõe de uma participação nos Jogos Olímpicos de Paris de 2024.
Nuno Borges é neste momento treinado pelo seu compatriota e ex-tenista Rui Machado.

## Carreira

### 2021: Primeira vitória num torneioChallengere primeira convocatória para a equipa nacional
Nuno Borges conquista o seu primeiro título no Challenger de Antalya em terra batida, no início de dezembro, frente ao britânico Ryan Peniston, por 6-4 e 6-3. Borges estreia-se com a Seleção das Quinas para a competição da Taça Davis. O seu primeiro confronto, em pares com João Sousa, aconteceu frente à equipa da Roménia com uma derrota em dois sets (4-6 e 3-6).

### 2022: Vitória inédita em pares noEstoril, primeira entrada no top 100 em singulares e em pares

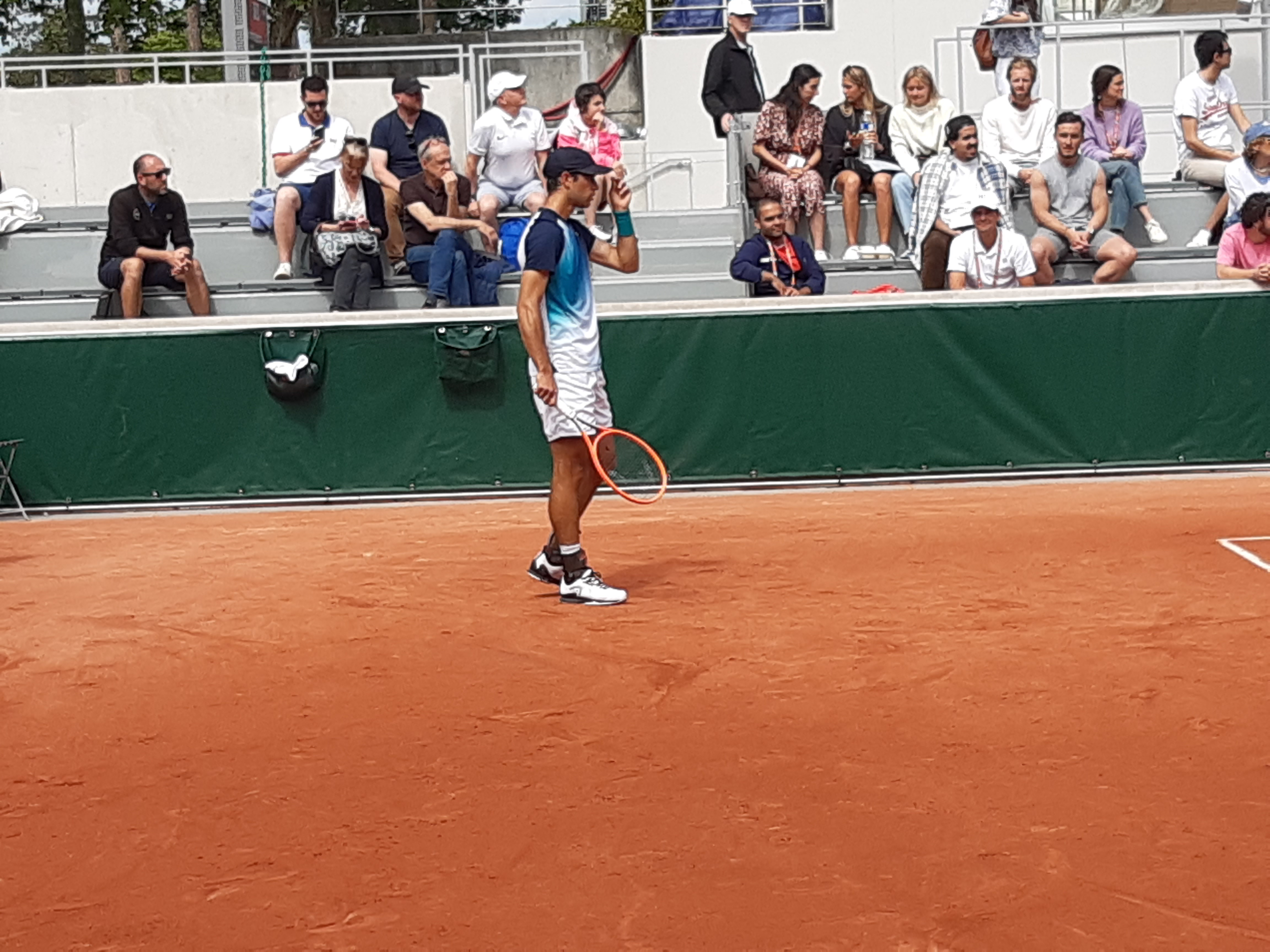
Nuno Borges no torneio de Roland Garros, em 2022, para a qualificação no quadro principal.

No princípio do mês de maio, Nuno Borges sagra-se campeão em pares no Open de Estoril, com o seu compatriota Franciso Cabral, após terem recebido um convite por parte do torneio. É a primeira vez que portugueses ganham, em pares, no Open de Estoril. No encontro contra o argentino Máximo González e o sueco André Göransson, vencem-nos sem muita dificuldade, em dois sets, por 6-2 e 6-3. Francisco Cabral viria a ganhar o seu segundo torneio a contar para o circuito ATP 250, em pares, com o bósnio Tomislav Brkić, em julho do mesmo ano. O que faz dele o segundo tenista português a triunfar duas vezes neste circuito e nesta variante, com João Cunha e Silva.
Em agosto, Borges consegue avançar para a segunda ronda do Open dos Estados Unidos, em singulares, após vencer o norte-americano Ben shelton mas depois ser eliminado pelo chinês Wu Yibing. No dia 12 de setembro, o tenista português chegara ao top 100 da ATP, pela primeira vez na carreira, ocupando a 93.ª posição . 
Em pares, qualifica-se igualmente para a segunda ronda em Wimbledon e no Open dos Estados Unidos. No dia 19 de setembro, Borges alcançaria a 69.ª posição, seu melhor ranking, nessa vertente.
Pela seleção nacional, Nuno Borges alcance a sua primeira vitória, em singulares e em pares (com Francisco Cabral), contra a Polónia, para a qualificação no primeiro grupo do mundial. No grupo I do mundial, frente ao Brasil, Borges ganha dois encontros, igualmente em singulares e em pares.

### 2023: Quinto título no ATP Challenger
Nuno Borges vence o seu quinto ATP Challenger Tour da carreira após se sagrar campeão no Maia Open em dezembro diante do francês Benoit Paire, por 6-1 e 6-4, depois da sua última conquista, em março do mesmo ano, no torneio de Challenger de Phoenix (Arizona Tennis Classic). 
Ainda no ano de 2023, Borges chega a segunda ronda em Roland Garros, em singulares, perdendo pelo argentino Diego Schwartzman.

### 2024: Oitavos noOpen da Austráliae estreia no top 50, oitavos noMasters de Roma, primeiro título em ATP 250 no torneio deBastad, primeiro JO emParis 2024, oitavos noOpen dos Estados Unidose entrada no top 30
No início do ano de 2024, na sua segunda participação, Nuno Borges (naquela altura, nº69 do ranking ATP) alcance um feito inédito no ténis luso ao ser o primeiro jogador português a chegar aos oitavos-de-final do Open da Austrália, ao vencer o búlgaro Grigor Dimitrov (cabeça-de-série nº13) por 4 sets com os parciais de 6-7(3-7), 6-4, 6-2 e 7-6(8-6). Antes, o maiato havia derrotado o alemão Maximilian Marterer e o espanhol Alejandro Davidovich Fokina (cabeça-de-série nº24), ambos por três sets sem resposta. O tenista português perde na quarta ronda frente ao russo Daniil Medvedev (cabeça-de-série nº3)  em 4 sets por 3-6, 6-7(4-7), 7-5 e 1-6. Borges salvou dois match points no terceiro set no qual acabaria por ganhar; no quarto set, o russo acaba vencendo o encontro sem dar qualquer chance ao maiato. Apesar deste desfecho, o bom desempenho de Nuno Borges, neste torneio, abriu-lhe perspetivas para começar a obter bons resultados em torneios do circuito ATP Tour. No final desta prova, o português ascenderia ao 46.º lugar da hierarquia ATP, no dia 12 de fevereiro, alcançando assim pela primeira vez o top 50.
Em meados de fevereiro, Nuno Borges atinge a segunda ronda do Open de Delray Beach, nos Estados Unidos, perdendo contra o norte-americano Taylor Fritz, por 7-6(7-5) e 6-4, campeão do torneio da edição anterior, no qual viria a triunfar de novo em 2024. Logo depois, Borges participa em dois torneios no circuito ATP Tour, no México. O maiato chega pela primeira vez aos quartos-de-final de uma competição ATP 250, em singulares, no Open de Los Cabos, ao derrotar o alemão Dominik Koepfer e o australiano Max Purcell, ambos por dois sets a zero. É travado, de seguida, pelo norueguês Casper Ruud, quarta cabeça de série do evento, em dois sets, por 6-3 e 6-2. O tenista efetua igualmente uma boa prova na variante de pares, com o sueco André Göransson; são batidos, porém, nos quartos-de-final, contra a dupla australiana, Max Purcell e Jordan Thompson, em três sets, por 6-2, 1-6 e 4-10. No Open de Acapulco, torneio a contar para o ATP 500, o jogador português cede logo na primeira ronda, em singulares, frente ao japonês Yoshihito Nishioka, por 6-2, 2-6 e 4-6. Em pares, Borges com o seu compatriota Cabral também perdem na primeira eliminatória, em dois sets, por 6-7(9-11) e 6-7(6-8), diante dos austríacos Lucas Miedler e Alexander Erler. 
No início de março, na estreia no quadro principal do Masters de Indian Wells, nos EUA, que conta para o ATP Masters 1000, Nuno Borges perde o primeiro encontro frente ao francês Arthur Fils, por 6-7(5-7) e 2-6. A seguir, Borges consegue revalidar o seu título, no torneio de Challenger de Phoenix, nos Estados-unidos, contra Matteo Berretini. Ganhara ao italiano por 7-5 e 7-6(7–4); conquistando, assim, o seu sexto título no circuito da ATP Challenger. Em meados de março, ainda nos EUA, na competição do Masters de Miami, Nuno Borges sofre novo revés na primeira ronda, diante do brasileiro Thiago Seyboth Wild, em dois sets, por 6-4 e 7-5.
No Open do Estoril, disputado no final de março e início de abril, Borges começa mal o seu primeiro encontro frente ao francês Lucas Pouille, perdendo o primeiro set por 6-0; porém, o maiato viraria o marcador, passando para a próxima ronda onde enfrentaria o terceiro cabeça-de-série do torneio, o italiano Lorenzo Musetti, derrotando-o por 7-6(7-4) e 6-3. De seguida, Nuno Borges falha a sua primeira qualificação para as meias finais, diante do chileno Cristian Garín, em dois sets, por 2-6 e 6-7(3-7). Neste jogo surge uma fase polémica, em que se pensava que o português conseguiria o break no segundo set (4-2), com o Garín a disparar a bola no corredor de pares. A decisão do árbitro foi conceder o ponto a Garín devido a um “Fora!” vindo da tribuna, quando o jogador chileno atiraria a bola ainda na linha de fundo do corte, antes do lance anterior, em que Nuno Borges teria permanecido imóvel como que a indicar que a bola tinha saído. Borges nunca fez um único break point durante todo o encontro, e a final da partida terminara em tie-break a favor do sul-americano. Esta é a segunda vez que o tenista português chega aos quartos-de-final de um torneio ATP Tour 250. Nesse mesmo período, o maiato segue para a segunda eliminatória do Open de Bucareste, na Roménia, mas é suplantado pelo francês Corentin Moutet, por 2-6, 7-6(7–3) e 2-6. 
Nuno Borges decide não participar no Masters de Monte-Carlo para se concentrar no de Madrid, que decorre entre o final de abril e o início de maio. O tenista perde sua primeira partida contra o espanhol Jaume Munar, em dois sets. A seguir, Nuno Borges alcance mais um feito no ténis luso ao tornar-se no terceiro português a chegar à quarta eliminatória de uma prova ATP 1000 (depois de João Sousa e Frederico Gil), no Masters de Roma. O tenista vencera, na primeira ronda, o espanhol Pedro Martínez, finalista do Estoril Open 2024, numa batalha renhida (6-7(3–7), 6-4, 7-6(10–8)) em que o maiato tinha uma bola de encontro em 5-3, mas do seu lado precisou salvar match points no jogo decisivo do terceiro set; seguido pelo cazaque Alexander Bublik (duplo 6-4) e pelo jogador da casa, Francesco Passaro com um jogo igualmente muito disputado (4-6, 7-6(10–8), 7-6(7–4)) em que também teve que se livrar de um match point. O tenista perdera para um dos favoritos do torneio, o alemão Alexander Zverev (2-6, 5-7).
No Torneio de Roland Garros, Nuno Borges é vencido na primeira ronda diante do checo Tomáš Macháč, com os parciais de 6-7(3–7), 4-6 e 3-6. Em pares, o maiato foi eliminado, sem poder jogar na primeira ronda, devido a uma lesão do seu companheiro, o francês Arthur Rinderknech, que viria a contrair durante uma partida do torneio contra o argentino Tomás Etcheverry.
Nos torneios com piso relvado, Borges não passa da primeira eliminatória, em singulares. No torneio de ATP 500 de Halle, na Alemanha, o português perde com Daniil Medvedev em dois sets (6-7(4-7) e 4-6), dando assim alguma resposta ao russo no primeiro set. Depois, no torneio de ATP 250 de Maiorca o tenista é derrotado pelo norte-americano Alex Michelsen, também em dois sets (3-6 e 6-7(4-7)). No Torneio de Wimbledon, é batido frente a Nishioka em quatro sets (2-6, 6-7(6-8), 6-2 e 3-6) ainda com alguma luta no segundo set, chegando a vencer o terceiro, no entanto, o nipónico fora mais eficaz na conclusão do quarto set e consequentemente do encontro.
Em meados de julho, Nuno Borges vence o seu primeiro torneio no circuito da ATP Tour (categoria 250), no torneio de Bastad em terra batida, na Suécia, derrotando Rafael Nadal em dois sets, por 6-3 e 6-2. Este foi o primeiro encontro entre o tenista da Maia e o campeoníssimo espanhol. Torna-se assim no segundo português, depois de João Sousa, a erguer um troféu nesta categoria. Com este resultado, Borges atinge a sua melhor classificação, ocupando o 42º posto da hierarquia ATP. 
Nuno Borges participa nos Jogos Olímpicos de Verão de 2024 em que defrontou o argentino Mariano Navone, sendo derrotado em dois sets (duplo 6-2). Nos pares, Borges juntamente com Francisco Cabral chegaram à segunda fase ao derrotar os gregos Stefanos Tsitsipas e o seu irmão mais novo Petros, em três sets (3-6, 6-3 e 12-10). Acabam por perder o próximo jogo contra a dupla alemã Jan-Lennard Struff e Dominik Koepfer por 2-6 e 2-6. 
A seguir, Nuno Borges disputa dois torneios na categoria Masters, na América do Norte. No Masters de Montreal, no Canadá, Borges tem uma boa prestação, chegando aos dezasseis-avos-de-final, tendo vencido, respetivamente, o sérvio Miomir Kecmanovic (5-7, 6-4 e 6-4) e o francês Ugo Humbert, ambos em três sets. No jogo frente ao Humbert, o português necessitou de lutas constantes nos últimos dois sets, com as suas decisões a decorrerem até ao tie break (3-6, 6-7(2-7) e 6-7(4-7)), no qual precisou salvar uma bola de encontro. Perdera com o japonês Kei Nishikori na terceira ronda em dois sets (3-6 e 4-6). Com esta atuação, o tenista subiria mais três posições no ranking, com estreia no top 40 (39.º). No Masters de Cincinnati, nos EUA, Borges qualifica-se para a segunda fase, depois de vencer o francês Adrian Mannarino em três sets (6-4, 3-6 e 6-1), sendo derrotado pelo dinamarquês Holger Rune em dois sets, pelos parciais de 3-6 e 6-7(8-10). 
No torneio de Flushing Meadows, nos EUA, Nuno Borges atinge os oitavos-de-final da prova ao bater respetivamente o argentino Federico Coria, o australiano Thanasi Kokkinakis, ambos em três sets a zero, e a jovem promessa da modalidade, o checo Jakub Mensik que ainda dispôs de três match points no jogo decisivo do quarto set para vencer o maiato, sendo que o moral do português aumentaria significativamente no quinto set, vencendo-o por 6-0. A seguir, perderia de forma expressiva contra Daniil Medvedev (0-6, 1-6 e 3-6). O tenista torna-se assim no primeiro português a chegar a dois oitavos-de-final em torneios do Grand Slam no mesmo ano, depois do Open da Austrália, e o segundo a chegar à quarta eliminatória no Open dos Estados Unidos, depois de João Sousa em 2018. Com este resultado, Borges alcançaria o 30º lugar do ranking ATP. Em pares, Borges chegaria igualmente a sua melhor marca num Grand Slam com a terceira ronda, com o seu compatriota Cabral, sendo eliminados por Max Purcell e Jordan Thompson em dois sets (6-7(3-7) e 3-6). 
Depois de falhar o Masters de Xangai devido a uma lesão no pulso esquerdo, Nuno Borges fica pelo caminho, na primeira ronda do Masters de Paris, frente a Alejandro Tabilo, em três sets. Portanto o português praticaria um bom ténis nos dois primeiros sets, tendo conquistado o primeiro set por 6-3 e disputado o tie-break do segundo set, num jogo decisivo em que o Chileno só venceria por um mini-break de avanço (6-7(5-7)). O ânimo de Tabilo aumentaria ainda mais, ganhando o terceiro e derradeiro set por 3-6. 

### 2025: Terceira ronda na estreia dos Masters de Monte Carlo e estreia na terceira ronda de Roland Garros
No dia 10 de janeiro, Nuno Borges joga a meia-final do torneio de Auckland na Nova Zelândia em que perde frente ao belga Zizou Berg por três sets com os parciais de 2-6, 6-3, 5-7. No Open da Austrália, na prova dos singulares, o maiato avançou para a 3.ª ronda após eliminar o francês Alexandre Muller e o jogador da casa, Jordan Thompson. Na fase seguinte, enfrentou o espanhol Carlos Alcaraz, conseguindo conquistar um set no tie-break, mas não o suficiente para contrariar o favoritismo do tenista natural de Múrcia que terminou com os parciais de 2-6, 4-6, 7-6(7-3) e 2-6. Em pares, Nuno Borges, conjuntamente com Francisco Cabral, alcançaram os quartos-de-final da competição, um feito inédito para uma dupla portuguesa. Foram derrotados pela dupla italiana Simone Bolelli e Andrea Vavassori, vice-campeões do Open da Austrália e de Roland Garros em 2024, com os parciais de 4-6 e 6-7(4-7). 
Em fevereiro, o maiato disputou dois torneios ATP 500, alcançando a segunda ronda em ambos. No primeiro, no Catar, no torneio de Doha, foi derrotado pelo russo Andrey Rublev, pelos parciais de 3-6 e 4-6. No segundo, nos Emirados Árabes Unidos, no torneio do Dubai, perdeu frente ao canadiano Félix Auger-Aliassime, num jogo disputado que terminou com os parciais de 6-4, 3-6 e 5-7.
Em meados de março, no torneio de Masters de Miami, Nuno Borges cede logo na primeira ronda frente ao belga Zizou Bergs por 6-7(2-7) e 5-7. No inicio do mês de abril, na sua estreia no torneio de Masters de Monte Carlo, o português supera facilmente o dinamarquês Holger Rune em dois sets com sua desistência, quando Borges já se adiantava no marcador do segundo set (6-2 e 3-0d). Na segunda ronda houve batalha renhida com o espanhol Pedro Martínez tendo o maiato vencido por 7-5, 6-7(4-7) e 6-4. Perde a terceira ronda contra Stefanos Tsitsipas que não lhe concede qualquer hipótese (duplo 6-1). Ainda em abril, no Open de Madrid, depois de vencer o espanhol Pablo Carreño Busta em três sets, pelos parciais de 6-7(7–9), 7-6(7-3) e 6-3, Borges perde contra Davidovich Fokina, com o encontro praticamente num só sentido para o andaluz (2-6 e 3-6). No Open de Roma, o brasileiro Thiago Seyboth Wild leva a melhor sobre o português, na primeira ronda (1-6, 6-4 e 4-6).
No torneio parisiense de Roland Garros, Borges alcance pela primeira vez na sua carreira a terceira ronda. Superou um difícil encontro de 3h34, que se disputou até meia-noite, frente ao jogador da casa Kyrian Jacquet, no qual o francês ganha os dois primeiros sets, mas o maiato viraria o marcador, com o resultado de 3-6, 6-7(3-7), 6-4, 6-3 e 6-3. A seguir, o português apresenta uma boa exibição frente a um dos favoritos do torneio, Casper Ruud, derrotando-o em quatro sets (2-6, 6-4, 6-1 e 6-0). Nos dezasseis avos de final, o australiano Alexei Popyrin vence o tenista em três sets, embora tenha havido alguma disputa nos dois últimos sets, em ambos com tie-breaks (4-6,  6-7(11-13) e  6-7(5-7)).
No inicio de julho, o tenista consegue qualificar-se nas rondas seguintes pela primeira vez em Wimbledon, atingindo a terceira ronda do maior torneio em relva. Nessa ronda, o português defrontou o russo Karen Khachanov, 17ª cabeça-de-série, num encontro muito disputado de cinco sets, com o derradeiro set a ir para o tie-break; Borges, sempre sólido neste jogo decisivo, acabou por cometer uma dupla falta no serviço, que Khachanov aproveitou para selar a partida (6-7(6-8), 6-4, 6-4, 3-6 e  6-7(8-10).

### ATP Challenger Tour

#### Singulares: 10 (6 títulos, 4 finais perdidas)
| Resultado | Data                    | Categoria  | Torneio                      | Superfície   | Adversário                 | Parciais           |
| --------- | ----------------------- | ---------- | ---------------------------- | ------------ | -------------------------- | ------------------ |
| Finalista | 11 de abril de 2021     | Challenger | Open de Oeiras, Portugal     | Terra batida | Pedro Cachin (ARG)         | 6–7(4–7), 6–7(3–7) |
| Vencedor  | 5 de dezembro de 2021   | Challenger | Antalya Challenger, Turquia  | Terra batida | Ryan Peniston (GBR)        | 6–4, 6–3           |
| Finalista | 19 de dezembro de 2021  | Challenger | Maia Open, Portugal          | Terra batida | Jason Tseng (TPE)          | 7–5, 5–7, 2–6      |
| Finalista | 13 de março de 2022     | Challenger | Roseto degli Abruzzi, Itália | Terra batida | Carlos Taberner (ESP)      | 2–6, 3-6           |
| Vencedor  | 17 de abril de 2022     | Challenger | Barletta, Itália             | Terra batida | Miljan Zekić (SRB)         | 6–3, 7–5           |
| Vencedor  | 26 de fevereiro de 2023 | Challenger | Monterrey Challenger, México | Hardcourt    | Borna Gojo (CRO)           | 6–4, 7–6(8–6)      |
| Vencedor  | 19 de março de 2023     | Challenger | Phoenix Open, EUA            | Hardcourt    | Alexander Shevchenko (RUS) | 4–6, 6–2, 6–1      |
| Finalista | 22 de outubro de 2023   | Challenger | Shenzhen Longhua Open, China | Hardcourt    | Aleksandar Kovacevic (USA) | 6–7(4–7), 6–7(5–7) |
| Vencedor  | 3 de dezembro de 2023   | Challenger | Maia Open, Portugal          | Terra batida | Benoit Paire (FRA)         | 6–1, 6–4           |
| Vencedor  | 17 de março de 2024     | Challenger | Phoenix Open, EUA            | Hardcourt    | Matteo Berretini (ITA)     | 7-5, 7–6(7–4)      |

### ATP World Tour

#### Singulares: 1 (1 título)
| Resultado | Data                | Categoria | Torneio               | Superfície   | Adversário         | Parciais |
| --------- | ------------------- | --------- | --------------------- | ------------ | ------------------ | -------- |
| Vencedor  | 21 de julho de 2024 | 250       | ATP de Bastad, Suécia | Terra batida | Rafael Nadal (ESP) | 6–3, 6–2 |

#### Pares: 1 (1 título)
| Resultado | Data              | Categoria | Torneio                  | Superfície   | Parceiro               | Adversário                                    | Parciais |
| --------- | ----------------- | --------- | ------------------------ | ------------ | ---------------------- | --------------------------------------------- | -------- |
| Vencedor  | 1 de maio de 2022 | 250       | ATP de Estoril, Portugal | Terra batida | Francisco Cabral (POR) | Máximo González (ARG) · André Göransson (SWE) | 6–2, 6–3 |

### Taça Davis
indica o resultado do jogo da Taça Davis seguido do resultado individual, data, local do evento, classificação zonal e sua fase, e superfície do terreno.
| Resultado | No. | Tipo de encontro (parceiro, se aplicável) | Nação adversária | Jogador(es) adversário(s) | Parciais | |
| 1–3; Grupo Mundial I da Taça Davis de 2020; 18–19 de setembro de 2021; Horia Demian Sports Hall, Cluj-Napoca, Roménia; Grupo Mundial I, primeira ronda; Hardcourt (indoor)               | 1–3; Grupo Mundial I da Taça Davis de 2020; 18–19 de setembro de 2021; Horia Demian Sports Hall, Cluj-Napoca, Roménia; Grupo Mundial I, primeira ronda; Hardcourt (indoor) | 1–3; Grupo Mundial I da Taça Davis de 2020; 18–19 de setembro de 2021; Horia Demian Sports Hall, Cluj-Napoca, Roménia; Grupo Mundial I, primeira ronda; Hardcourt (indoor) | 1–3; Grupo Mundial I da Taça Davis de 2020; 18–19 de setembro de 2021; Horia Demian Sports Hall, Cluj-Napoca, Roménia; Grupo Mundial I, primeira ronda; Hardcourt (indoor) | 1–3; Grupo Mundial I da Taça Davis de 2020; 18–19 de setembro de 2021; Horia Demian Sports Hall, Cluj-Napoca, Roménia; Grupo Mundial I, primeira ronda; Hardcourt (indoor) | 1–3; Grupo Mundial I da Taça Davis de 2020; 18–19 de setembro de 2021; Horia Demian Sports Hall, Cluj-Napoca, Roménia; Grupo Mundial I, primeira ronda; Hardcourt (indoor) | 1–3; Grupo Mundial I da Taça Davis de 2020; 18–19 de setembro de 2021; Horia Demian Sports Hall, Cluj-Napoca, Roménia; Grupo Mundial I, primeira ronda; Hardcourt (indoor) |
| --- | --- | --- | --- | --- | --- | --- |
| Derrota | 1 | Pares (com João Sousa) | Seleção romena da Taça Davis (ROM) | Marius Copil / Horia Tecău | 4–6, 3–6 | |
| 4–0; Grupo Mundial I da Taça Davis de 2020; 4–5 de março de 2022; Complexo Municipal de Ténis, Maia, Portugal; Grupo Mundial I, play-off; terra batida                                   | | | | | | |
| Vitória | 2 | Singulares | Seleção Polaca da Taça Davis (POL) | Kamil Majchrzak | 3–6, 6–4, 6–3 | |
| Vitória | 3 | Pares (com Francisco Cabral) | Seleção Polaca da Taça Davis (POL) | Szymon Walków / Jan Zieliński | 3–6, 6–3, 6–4 | |
| 3–1; Grupo Mundial I da Taça Davis de 2022, 16–17 Setembro de 2022; Centro Cultural de Viana do Castelo, Viana do Castelo, Portugal; Grupo Mundial I, primeira ronda; Hardcourt (indoor) | | | | | | |
| Vitória | 4 | Singulares | Seleção Brasileira da Taça Davis (BRA) | Thiago Monteiro | 6–7(5–7), 6–4, 7–6(7–3) | |
| Derrota | 5 | Pares (com Francisco Cabral) | Seleção Brasileira da Taça Davis (BRA) | Rafael Matos / Felipe Meligeni Alves | 3–6, 6–0, 3–6 | |
| 1–3; Fase de qualificação para a Taça Davis de 2023, 4–5 fevereiro de 2023; Complexo Municipal de Ténis, Maia, Portugal; Fase de qualificação para a Taça Davis; Terra batida (indoor)   | | | | | | |
| Derrota | 6 | Singulares | Seleção Checa da Taça Davis (CZE) | Jiří Lehečka | 4–6, 4–6 | |
| Vitória | 7 | Pares (com Francisco Cabral) | Seleção Checa da Taça Davis (CZE) | Tomáš Macháč / Adam Pavlásek | 7–5, 7–6(7–4) | |
| 3–1; Grupo Mundial I da Taça Davis de 2023, 15–16 setembro de 2023 ; Multiversum, Schwechat, Áustria; Grupo Mundial I, primeira ronda; Hardcourt (indoor)                                | | | | | | |
| Vitória | 8 | Singulares | Seleção Austriaca da Taça Davis (AUT) | Jurij Rodionov | 7–6(7–4), 3–6, 6–3 | |
| Derrota | 9 | Pares (com Francisco Cabral) | Seleção Austriaca da Taça Davis (AUT) | Alexander Erler / Lucas Miedler | 6–7(0–7), 6–7(5–7) | |
| Vitória | 10 | Singulares | Seleção Austriaca da Taça Davis (AUT) | Dennis Novak | 6–2, 6–2 | |
| 1–3; Fase de qualificação para a Taça Davis de 2024, 2–3 de fevereiro de 2024; Gatorade Center, Turku, Finlândia; Fase de qualificação para a Taça Davis; Hardcourt (indoor)             | | | | | | |
| Derrota | 11 | Singulares | Seleção Finlandesa da Taça Davis (FIN) | Otto Virtanen | 2–6, 1–6 | |
| Derrota | 12 | Pares (com Francisco Cabral) | Seleção Finlandesa da Taça Davis (FIN) | Harri Heliövaara / Emil Ruusuvuori | 4–6, 6–7(6–8) | |
| 3–2; Grupo Mundial I da Taça Davis de 2025; 1–2 de fevereiro de 2025; Monte-Carlo Country Club, Roquebrune Cap-Martin, Mónaco; Grupo Mundial I, play-off; terra batida                   | | | | | | |
| Vitória | 13 | Singulares | Seleção Monegasca da Taça Davis (MON) | Benjamin Balleret | 6-3, 6-1 | |
| Vitória | 14 | Pares (com Francisco Cabral) | Seleção Monegasca da Taça Davis (MON) | Romain Arneodo / Hugo Nys | 6-3, 3-6, 7-5 | |
| Derrota | 15 | Singulares | Seleção Monegasca da Taça Davis (MON) | Valentin Vacherot | 6–4, 1-6, 2-6 | |

## Estatísticas de carreira
Chave
| V | F | SF | QF | R# | FG | EQ (Q#) | NQ | A | P | Z# | PO | SF-B | F-P | O | NMS | NR |

Venceu torneio; atingiu a final; semifinal; quartos-de-final; Rondas 4, 3, 2, 1; competiu em fase de grupos; atingiu ronda de qualificação; não qualificado; ausente de torneio; jogou numa Zona de Davis Cup / Fed Cup (com respetivo número de grupo) ou Play-off; venceu medalha de Bronze, Prata ou Ouro nos Jogos Olímpicos; um torneio Masters Series/1000 relegado para categoria inferior; ou torneio não realizado num dado ano.
Atualizado até Wimbledon 2025.

## Singulares
| Torneio/Ano              | 2021 | 2022 | 2023 | 2024  | 2025               | Título / Participação    | Vitória–Derrota          | Percentagem de vitórias  |
| ------------------------ | ---- | ---- | ---- | ----- | ------------------ | ------------------------ | ------------------------ | ------------------------ |
| Torneios de Grand Slam   |      |      |      |       |                    |                          |                          |                          |
| Open da Austrália        | A    | A    | 1R   | 4R    | 3R                 | 0 / 3                    | 5–3                      | 63%                      |
| Roland-Garros            | A    | 1R   | 2R   | 1R    | 3R                 | 0 / 4                    | 3–4                      | 43%                      |
| Wimbledon                | A    | 1R   | 1R   | 1R    | bgcolor=afeeee\|3R | 0 / 4                    | 2–4                      | 33%                      |
| Open dos Estados Unidos  | A    | 2R   | 1R   | 4R    |                    | 0 / 3                    | 4–3                      | 57%                      |
| Vitória–Derrota          | 0–0  | 1–3  | 1–4  | 6-4   | 6-3                | 0 / 14                   | 14-14                    | 50%                      |
| Ano-final de campeonatos |      |      |      |       |                    |                          |                          |                          |
| ATP Finals               | NQ   | NQ   | NQ   | NQ    |                    | 0 / 0                    | 0-0                      | –                        |
| ATP Tour Masters 1000    |      |      |      |       |                    |                          |                          |                          |
| Masters de Indian Wells  | A    | A    | Q1   | 1R    | 2R                 | 0 / 2                    | 1–2                      | 33%                      |
| Open de Miami            | A    | A    | 1R   | 1R    | 1R                 | 0 / 3                    | 0–3                      | 0%                       |
| Masters de Monte-Carlo   | A    | A    | A    | A     | 3R                 | 0 / 1                    | 2–1                      | 67%                      |
| Open de Madrid           | A    | A    | 1R   | 1R    | 2R                 | 0 / 3                    | 1–3                      | 25%                      |
| Open de Roma             | A    | A    | 2R   | 4R    | 1R                 | 0 / 3                    | 4–3                      | 57%                      |
| Open de Montreal/Toronto | A    | A    | A    | 3R    |                    | 0 / 1                    | 2–1                      | 67%                      |
| Masters de Cincinnati    | A    | A    | Q1   | 2R    |                    | 0 / 1                    | 1–1                      | 50%                      |
| Masters de Xangai        | NR   | NR   | A    | A     |                    | 0 / 0                    | 0–0                      | –                        |
| Masters de Paris         | A    | A    | A    | 1R    |                    | 0 / 1                    | 0–1                      | 0%                       |
| Vitória–Derrota          | 0–0  | 0–0  | 1–3  | 6–6   | 4-5                | 0 / 15                   | 11–15                    | 42%                      |
| Estatísticas de carreira |      |      |      |       |                    |                          |                          |                          |
|                          | 2021 | 2022 | 2023 | 2024  | 2025               | Carreira                 | Carreira                 | Carreira                 |
| Torneios                 | 1    | 6    | 17   | 25    | 4                  | Total de carreira: 53    | Total de carreira: 53    | Total de carreira: 53    |
| Títulos                  | 0    | 0    | 0    | 1     | 0                  | Total de carreira: 1     | Total de carreira: 1     | Total de carreira: 1     |
| Finais                   | 0    | 0    | 0    | 1     | 0                  | Total de carreira: 1     | Total de carreira: 1     | Total de carreira: 1     |
| Global vitória-derrota   | 1–1  | 6–6  | 9–18 | 24-25 | 8-5                | 1 / 53                   | 48–55                    | 47%                      |
| Vitória %                | 50%  | 50%  | 33%  | 49%   | 62%                | Total de carreira: 46.6% | Total de carreira: 46.6% | Total de carreira: 46.6% |
| Ranking anual            | 194  | 112  | 66   | 36    |                    | $3,571,037               | $3,571,037               | $3,571,037               |